# Igreja Presbiteriana Pentecostal
A Igreja Presbiteriana Pentecostal (IPP) é uma denominação de orientação pentecostal, fundada em 18 de novembro de 1974, em Campos dos Goytacazes, Rio de Janeiro. Foi formada a partir de um grupo de membros dissidentes da Igreja Presbiteriana do Brasil, sob a liderança de Vacy Ferreira da Silva, anteriormente ordenado pastor presbiteriano que aderiu à doutrina doutrina pentecostal do batismo com o Espírito Santo como segunda bênção, posterior a conversão. O atual presidente é o pastor William da Cunha oliveira.
A denominação se destaca pela sua participação política. Em 2020, um de seus pastores, Irlan Melo, foi eleito vereador, no Município de Belo Horizonte.

## História
Nas décadas de 1960 e 1970, diversos grupos se separaram da Igreja Presbiteriana do Brasil e Igreja Presbiteriana Independente do Brasil, por aderirem à doutrina pentecostal. Entre eles estão: Igreja Evangélica Cristã Presbiteriana, formada em 1969, Igreja Cristã Maranata, formada em 1968, Igreja Cristã Presbiteriana, formada em 1968 e Igreja Presbiteriana Independente Renovada, fundada em 1972 (as duas últimas se uniram em 1975 para formar a atual Igreja Presbiteriana Renovada do Brasil).
Simultaneamente, em 18 de novembro de 1974 em Campos dos Goytacazes, Rio de Janeiro foi formada a Igreja Presbiteriana Pentecostal, a partir de um grupo de membros de Igreja Presbiteriana do Brasil que afirmaram ter sido batizados pelo Espírito Santo, buscando formar uma igreja pentecostal. A partir do crescimento da igreja sede, várias igrejas foram fundadas em outras localidades.
Em 1991, foi fundada a primeira igreja da denominação em Belo Horizonte, onde a denominação experimentou rápido crescimento.
Outras igrejas foram fundadas no Rio Grande do Norte e São Paulo na década de 2000.
Na década de 2010, a denominação se espalhou por outros países, passando a plantar igrejas na Espanha.

## Doutrina
A denominação adota o sistema conhecido como G12 e acredita no apostolado moderno, o que é completamente rejeitado pelas denominações presbiterianas tradicionais e adotado geralmente por denominações neopentecostais.